# Hot Eyes

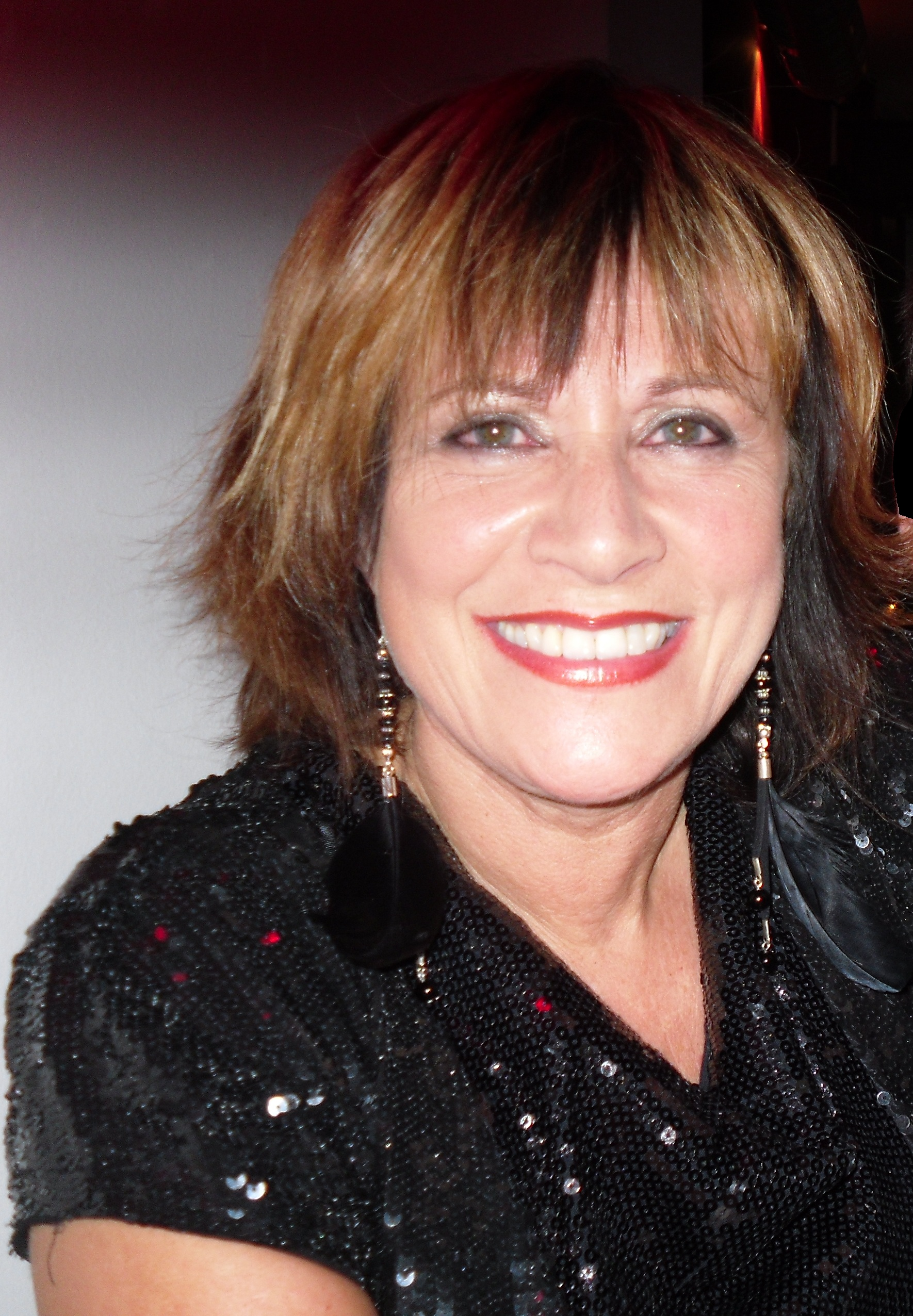
Kirsten Siggaard i Stockholm 2010.

Hot Eyes var en dansk musikgrupp på 1980-talet bestående av Kirsten Siggaard och Søren Bundgaard. Gruppen var med i den danska melodifestivalen Dansk Melodi Grand Prix (DMGP) under åren 1984 - 1988 och vann 1984, 1985 och 1988. Namnet Hot Eyes användes aldrig i DMGP, utan bara i Eurovision Song Contest. 1984 placerade sig bandet på en fjärdeplats i Eurovision. 1985 placerade sig bandet på en elfte plats. 1988 placerade sig bandet på sin bästa placering hittills med en tredje plats. 